# Economische geografie
Economische geografie (EG) is de wetenschap die zich bezighoudt met de ruimtelijk variërende economische omstandigheden op de aarde. De economie van een geografisch gebied kan worden beïnvloed door het klimaat, de geologie en sociaal-politieke factoren. Het is een empirische (kijkt naar de praktijk en wil via deze praktijk theorieën ontwikkelen) eclectische wetenschap (neemt van alle sociale wetenschappen delen over en past deze toe op de praktijk). De stroming is zo ook idiografisch wat wil aangeven dat het unieke zaken van een gebied wil beschrijven. De geografische economie is meer mathematisch en deductief, zoals de klassieke theorieën van de economische geografie en de Nieuw Economische Geografie van Paul Krugman. 
Geologie kan invloed hebben op de aanwezigheden van grondstoffen, de kosten van vervoer, en beslissingen voor het gebruik van het beschikbare land. 
Het klimaat kan de beschikbaarheid van natuurlijke grondstoffen beïnvloeden (met name land- en bosbouwproducten), maar ook de werkomstandigheden en productiviteit. 
De sociale en politieke instellingen die uniek voor een regio zijn kunnen tevens een invloed uitoefenen op economische beslissingen.
Deze aspecten van de economie werden al door Adam Smith aangestipt in The Wealth of Nations en werden ook bestudeerd door moderne economen als David Landes aan de Harvard-universiteit en de 20e-eeuwse geograaf Ellsworth Huntington (zie Fysisch-geografisch determinisme). Het fysisch determinisme ging ervan uit dat de natuur nauwelijks ruimte bood aan verschillen in menselijk handelen. Hetgeen kon leiden tot verklaring van de armoede in de wereld. 
Dit steekt af tegen de ruimtelijke of lokale economie, waar gekeken wordt naar deze vragen vanuit een micro-economisch perspectief. 
Lange tijd richtte de EG zich op rationele modellen die uitgingen van de 'optimising' ondernemer met volledige kennis, de homo oeconomicus. Vanaf de jaren 60 kwam echter steeds meer het besef op dat ondernemers niet volledig rationeel zijn in hun denken en werd gezocht naar aanvullende sociale theorieën, die meer recht doen aan de werkelijke situatie. De ondernemer wordt nu meer gezien als een 'satisfier' met een beperkte rationaliteit; de homo psychologicus.

## Centrale vraagstukken
De centrale zaken die onderzocht worden in de economische geografie zijn:
- Het lokationele vraagstuk: Waarom kiest een bedrijf voor een bepaalde locatie en niet voor een andere? ("waarom waar")
- Het lokaal/regionaal ontwikkelingsvraagstuk: Waarom doet de ene regio het sociaal-economisch beter dan de andere? ("waarom hier anders dan daar")
- In hoeverre kan de overheid de locatiekeuze van een bedrijf en de economische ontwikkeling van een regio beïnvloeden ? (En hoe: via directe conjuncturele trendvolgende bedrijven of indirect via de structuur/productiemilieu en structuurvormende bedrijven).

## Stromingen
Drie belangrijke hedendaagse stromingen zijn:
- behaviorale economische geografie (of behaviorale benadering)
- evolutionaire economische geografie (of evolutionaire benadering)
- institutionele economische geografie (of institutionele benadering)

## Modellen
Een aantal belangrijke modellen uit de geschiedenis van de EG zijn:
- centrale-plaatsentheorie van Walter Christaller
- Matrix van Pred van Allen Pred
- Johann Heinrich von Thünen
- David Ricardo
- Hotelling
- Lösch
- Porter met The advantages of nations en the Diamond of Porter